# 愛知県立蒲郡農学校
愛知県立蒲郡農学校（あいちけんりつ がまごおりのうがっこう）は、かつて愛知県宝飯郡蒲郡町（現・蒲郡市）大字蒲郡旧廓にあった農学校。1913年（大正2年）開校。1948年（昭和23年）に学制改革によって後身の愛知県立蒲郡高等学校が開校した。

## 特色
1929年（昭和4年）時点の敷地面積は11,430平方メートル（3,464坪）だった。その他に17,797平方メートル（5,384坪）の実習地を有しており、内訳は水田が4,965平方メートル、畑が12,777平方メートルである。畑には果樹園、桑園、花卉園、蔬菜園、温床などもあった。実習で生産した野菜や鉢植えは蒲郡の町などで販売された。
寄宿舎が設置されており、生徒の25%が寄宿して在学していた。このため宝飯郡以外から入学する生徒もおり、三河地方一体の農業振興に貢献したとされる。

## 沿革

### 郡立での開校

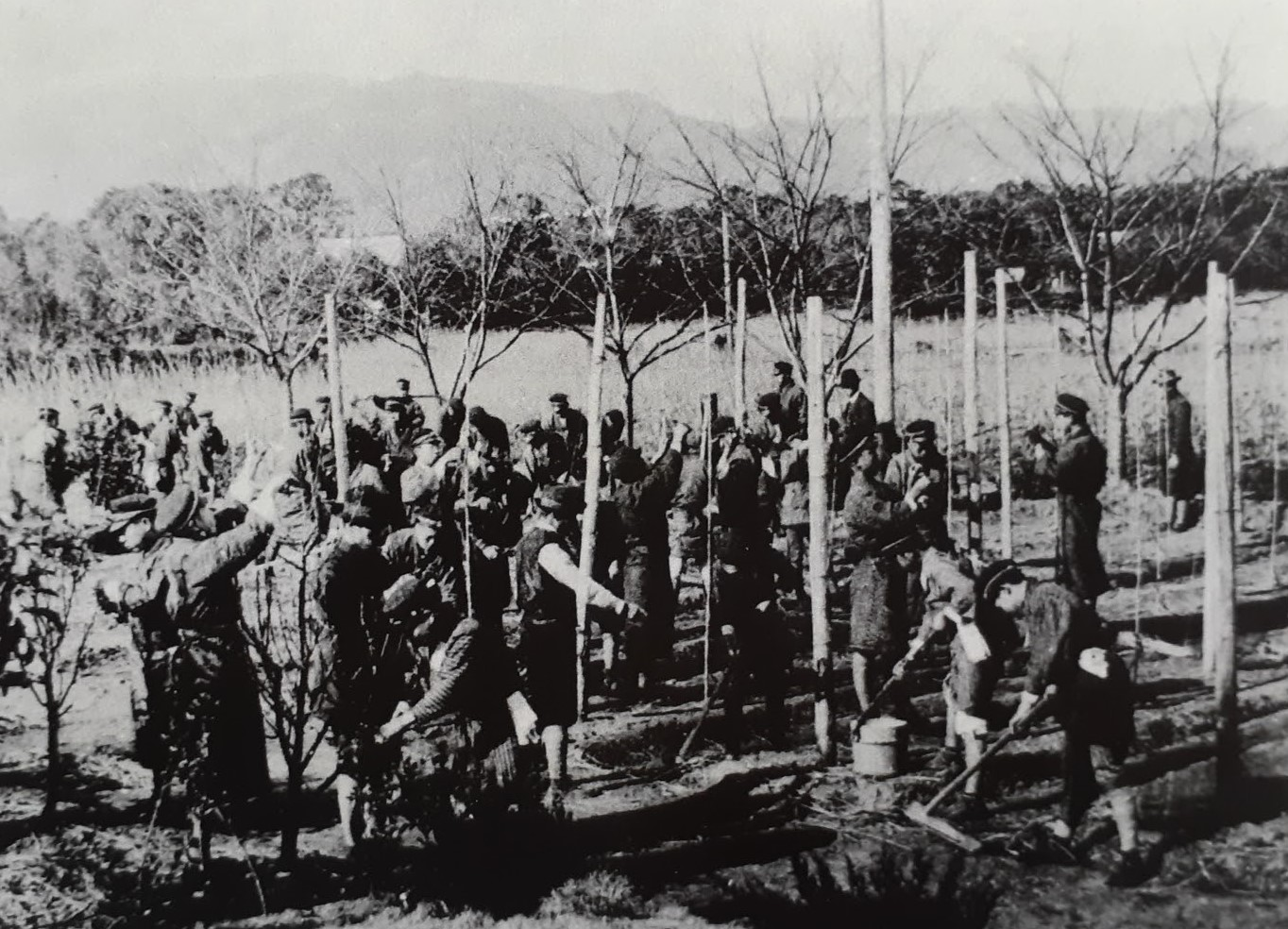
実習の様子

宝飯郡長の島田藹は農学校の必要性を感じており、他県の農学校を視察した上で宝飯郡会で設立を議決した。1913年（大正2年）5月29日に文部省から認可を受け、同年6月25日に宝飯郡立西部農学校が開校、翌日から授業を開始した。なお、前年の1912年（明治45年）には蒲郡高等女学校も設立されているが、宝飯郡立西部農学校と蒲郡高等女学校の創設には蒲郡町長を務めた尾崎幸助の寄与が大きい。蒲郡における温室園芸農業は、蒲郡農学校の開校時に温室が設置されたことが始まりとされる。
開校当初は蒲郡南部尋常高等小学校（現・蒲郡市立蒲郡南部小学校）の一部を仮校舎としていたが、同年7月には用地の買収に着手した。1914年（大正3年）2月18日には校舎などの工事に着手し、7月15日に諸工事を完了している。1915年（大正4年）4月12日にはそれまでの農科に商科を併置し、宝飯郡立西部実業学校に改称した。1919年（大正8年）9月には宝飯郡西部実業学校に、1920年（大正9年）には宝飯郡実業学校に改称している。

### 愛知県への移管

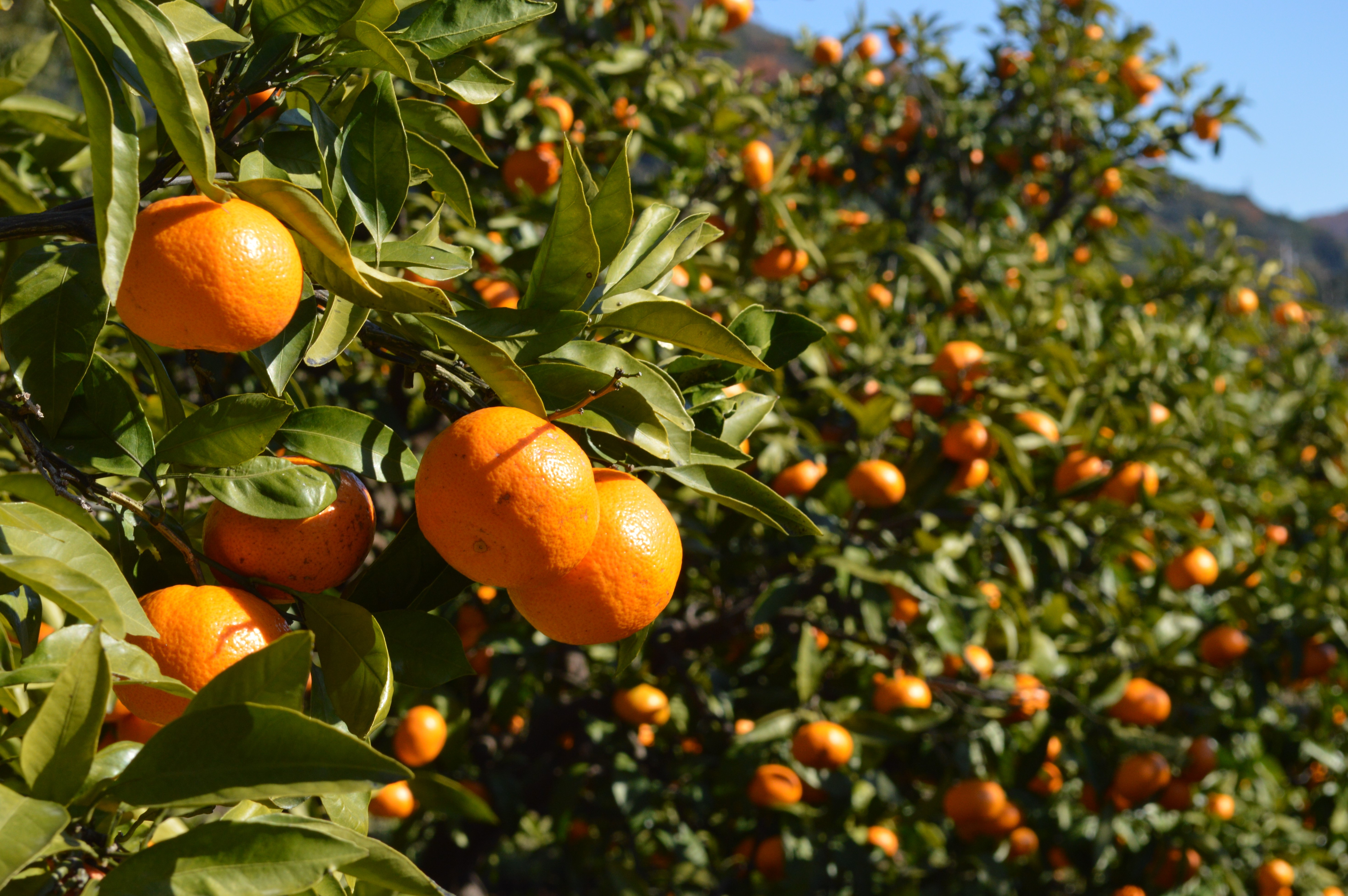
蒲郡みかん

1923年（大正12年）に郡制が廃止されたことで、同年4月1日には宝飯郡実業学校が愛知県に移管され、商科を廃止して愛知県立蒲郡農学校に改称した。宝飯郡実業学校のほかに各郡から愛知県に移管された学校には、成章中学校（渥美郡）、知多郡高等女学校（知多郡）、宝飯郡高等女学校（宝飯郡）、丹羽郡高等女学校（丹羽郡）、西加茂郡実業学校（西加茂郡）、知多郡農学校（知多郡）、西加茂郡農学校（西加茂郡）の7校があった。
1926年（大正15年）時点の生徒数は、農科が73人、工科が4人、商科が6人、農商科が3人、その他が6人であり、3学年計92人だった。同年時点の生徒の出身地は、蒲郡町を含む宝飯郡が52人、渥美郡が11人、額田郡が7人、幡豆郡が6人、南設楽郡が5人、豊橋市が4人、八名郡が2人、北設楽郡が1人、静岡県が2人、三重県が1人、北海道が1人だった。農家出身者が約80%であり、家庭の長男が約50%だった。
1929年（昭和4年）には蒲郡農学校の卒業生らによって三河温室園芸組合が設立され、蒲郡農学校内に事務所が置かれた。1932年（昭和7年）には蒲郡町神ノ郷にウンシュウミカンの愛知県営母樹園が設置されたが、同年には蒲郡農学校も蒲郡町五井の山麓にウンシュウミカンを栽植し、蒲郡町全体で蒲郡みかん栽培の機運が高まっていった。蒲郡農学校の卒業生は蒲郡市を中心とする地域で蒲郡みかんや施設園芸農業の発展に貢献した。

### 学制改革
1948年（昭和23年）4月、学制改革によって愛知県立蒲郡農業高校に改称した。同年9月、蒲郡高等女学校を前身とする愛知県立蒲郡高等学校と統合されて愛知県立蒲郡高等学校が開校した。蒲郡農学校時代の取り組みは蒲郡高校の農業科や園芸科に引き継がれたが、その後普通科の志願者が増加したこともあって、1969年度（昭和44年度）をもって農業科と園芸科は廃止されている。

## 学科目
第1学年
- 修身（人倫道徳の要旨）、国語（講読、作文、習字）、数学（算術、代数）、物理、化学（無機化学）、博物（植物、鉱物、地質）、地理及歴史（外国歴史）、図画（幾何画）、英語（読方、訳解、英習字）、体操、作物（各論）、園芸（蔬菜）、養蚕（裁桑、飼育）、実験及実習

第2学年
- 修身、国語（講読、作文、文法）、数学（代数、幾何）、物理、化学、博物（植物病虫害、動物人体生理）、地理及歴史（外国地理及地文）、英語（読方、訳解、文法）、体操、作物、園芸（蔬菜果樹）、土壌肥料、畜産（各論）、養蚕（蚕体生理解剖）、林業大意、実験及実習

第3学年
- 修身（社会学大意）、国語、数学（幾何、三角、測量）、物理、気象、化学（有機化学）、法制、農業法規、経済及簿記、英語、体操、作物（通論）、園芸（果樹、花卉、園芸通論）、土壌肥料、農業工学、畜産（汎論）、養蚕（蚕体病理、蚕種製造）、農産製造大意、実験及実習

## 出身者

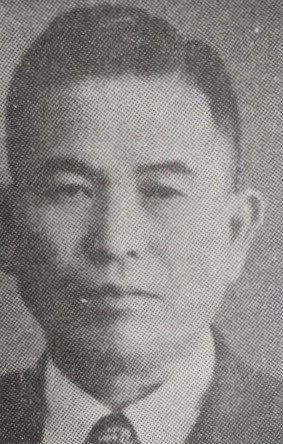
蒲郡みかんの発展に寄与した神田健治

- 神田健治 - 農業技術者、政治家。蒲郡みかんの功労者。愛知県議会議員。
- 金沢嘉市 - 小学校教員、教育評論家。
- 河井信太郎 - 検事。東京地検特捜部。